# Vetřelec: Covenant
Vetřelec: Covenant (v anglickém originále Alien: Covenant) je americký sci-fi horor z roku 2017 pod režií Ridleyho Scotta a napsaný Johnem Loganem a Dante Harperem. Námět vymysleli Michael Green a Jack Paglen. Film je pokračování filmu Prometheus, tudíž druhý film v prequelové sérii Vetřelce. Filmové hvězdy Michael Fassbender, Katherine Waterston, Billy Crudup, Danny McBride, Carmen Ejogo a Demián Bichir jsou hlavními postavami v příběhu, v němž sledujeme posádku lodi Covenant, která přistane na nezmapované planetě, kde učiní děsivý objev. Film vysvětluje vznik vetřelce jakožto rasy.
Vetřelec: Covenant měl premiéru v Londýně dne 4. května 2017, zatímco ve Spojených státech a České republice dne 19. května 2017. Film získal obecně pozitivní recenze, většina kritiků jej vnímá jako lepší verzi Promethea.

## Děj
V prologu filmu mluví Peter Weyland s nově aktivovaným androidem, který si sám zvolí jméno David při pohledu na stejnojmennou Michelangelovu sochu. Weyland má s Davidem plány, že jednoho dne budou společně hledat samotné tvůrce lidské rasy.
O mnoho let později, konkrétně v roce 2104, deset let po Prometheovi, je kolonizační loď USCSS Covenant na cestě ke vzdálené planetě Origae-6 s dvěma tisíci kolonisty, tisíci zmraženými embryi a patnáctičlennou posádkou na palubě. Loď je kontrolována Walterem, novější verzí androida, jenž však vypadá stejně jako zastaralý David. Zvrat přijde, když loď zasáhne náhlý výboj neutrin, který způsobí po celé lodi škody a zabije několik kolonistů. Walter probudí velící posádku, ale kapitán lodi Jacob Branson zemře kvůli poruše hibernační komory. Novým kapitánem se stává Oram. Jakmile začnou opravovat vnější poškození lodi, obdrží matný signál z nepříliš vzdálené planety, která se zdá být pro život dokonce vhodnější než Origae-6. Posádka, i přes námitky Daniels Bransonové, ženy Jacoba, se rozhodne planetu prozkoumat.
Několikačlenný tým sestoupí na povrch planety porostlý rostlinnou biosférou podobnou té pozemské. Následují zdroj onoho neznámého signálu až k havarované lodi Tvůrců, kde naleznou zprávu nahranou Elizabeth Shawovou. Mezitím jsou však členové týmu Ledward a Hallet nevědomky infikováni cizími spórami pocházejícími z houbovitě vzhlížejícího organizmu. Karine, Oramova žena, pomáhá infikovanému Ledwardovi zpět do přistávacího modulu, kde Maggie, žena pilota Tennessee, uzavře jak Ledwarda, tak Karin do karantény. Z Ledwardových zad se na svobodu protrhne neomorf, tvor podobný vetřelci, který zabije Karin. Maggie se pokusí stvůru zastřelit, ale omylem střelí do palivové nádrže, což způsobí explozi modulu. Maggie ve výbuchu umírá, leč neomorf unikne pryč. Ve stejnou dobu se na svět zrodí druhý neomorf skrz Halletovo hrdlo, což samozřejmě vyústí v Halletovu smrt.
Po setmění oba neomorfové zaútočí na zbývající členy posádky a zabijí Ankora. Posádce se podaří zabít jednoho z nich, před druhým je zachrání David, přeživší android z lodi Prometheus. Zavede je do mrtvého města nelidského původu plného mrtvol Tvůrců. David jim vysvětlí, že Shawová zemřela při příletu na planetu před deseti lety a loď omylem vypustila černou kapalinu – biologickou zbraň –, jež se rozšířila do atmosféry a zahubila veškerou místní živočišnou biosféru, Tvůrce nevyjímaje. Později posádka kontaktuje Covenant, avšak přeživší neomorf se infiltruje do města a zabije Rosenthalovou. Kupodivu se David pokouší s neomorfem komunikovat, ale zděsí se, když jej Oram zabije. Šokovaný Oram žádá vysvětlení, které od Davida obdrží – ve skutečnosti David s černou kapalinou a zdejší biosférou úmyslně experimentoval, čímž vytvořil nové mutagenní druhy (včetně neomorfích spór). Následně Orama zavede do podzemní místnosti, kde mu představí vrchol svého genetického snažení – vetřelčí vejce. Zde je Oram infikován facehuggerem. Zanedlouho se z jeho hrudi vyklube mládě vetřelce.
Mezitím, co celý tým hledá Orama a Rosenthalovou, Walter konfrontuje Davida poté, co si uvědomí, že David černou kapalinu na město Tvůrců vypustil schválně. David mu sdělí svůj názor, že lidé jsou na cestě k záhubě a že by nemělo být dovoleno, aby kolonizovali galaxii. Walter však nesouhlasí a je Davidem vypnut. David se vzápětí setká s Bransonovou a vyjde najevo, že to on ve skutečnosti zavraždil Shawovou, aby mohl dále experimentovat s černou kapalinou. Walter se mezitím reaktivuje a napadne Davida, díky čemuž Bransonová uprchne. Na útěku z povrchu planety jsou také Cole s Lopem, který je však napaden facehuggerem. Facehuggera se sice zbaví, ale zaútočí na ně již dospělý vetřelec a zabije Colea. Jediní přeživší – Bransonová, Lope a Walter, jenž očividně porazil Davida, se dostanou do nákladního modulu Covenantu pilotovaného Tennesseem. Jsou napadeni vetřelcem, ale Bransonová jej zabije pomocí hydraulické paže.
Na palubě lodi Covenant, když už se zdá, že je nebezpečí u konce, se spustí poplach. Z hrudi Lopea se zrodil další vetřelec, který zabije Rickse a Upworthovou. S Walterovou pomocí naláká Bransonová s Tennesseem vetřelce do doku, kde jej odpálí do volného kosmu.
Covenant obnoví svůj let k Origae-6 a přeživší posádka vstoupí do hibernačních kójí. Na poslední chvíli si Bransonová zděšeně uvědomí, že Walter je ve skutečnosti převlečený David, načež je hibernována. Za doprovodu Wagnerovy hudby přidá David mezi zmražená lidská embrya i dvě facehuggeří embrya, která na loď propašoval v jícnu. Poté nahraje zprávu, v níž lže, že poslední žijící členové posádky – Bransonová, Tennessee a necelé dva tisíce kolonistů – jako jediní přežili výboj neutrin z úvodu filmu a nadále mají namířeno k Origae-6.

## Obsazení
- Michael Fassbender - Zastaralý android David a jeho novější verze Walter, vyroben společností Weyland-Yutani.
- Katherine Waterston - Daniels "Dany" Bransonová, expertka na terraformaci a zároveň manželka kapitána lodi, Jacoba "Jake" Bransona.
- Billy Crudup - Christopher Oram, jako první důstojník lodi a zároveň manžel Karine Oramové.
- Danny McBride - Tennessee, pilot lodi Covenant a zároveň přítel Maggie Farisové.
- Demián Bichir - Seržant Lope, velitel ochranky na lodi a zároveň přítel seržanta Halletta.
- Carmen Ejogo - Karine Oramová, lodní bioložka a manželka Christophera Orama.
- Amy Seimetz - Maggie Farisová, přistávací pilotka a přítelkyně Tennesseeho.
- Jussie Smollett - Ricks,pilot a přítel Upworthové.
- Callie Hernandez - Upworthová, zdravotnice na lodi a zároveň přítelkyně Rickse.
- Nathaniel Dean - Seržant Hallett, člen ochranky na lodi a zároveň přítel Lopea.
- Alexander England - Ankor, člen ochranky na lodi.
- Benjamin Rigby - Ledward, člen ochranky na lodi.
- James Franco - Jacob "Jake" Branson, kapitán lodi Covenant a zároveň manžel Bransonové.
- Tess Haubrich - Rosenthalová, členka ochranky na lodi, jejíž manžel je v hibernačním spánku.
- Uli Latukefu - Pvt. Cole, člen ochranky na lodi.
- Javier Botet a Goran D. Kleut - Xenomorf a Neomorf na lodi.
- Noomi Rapace - Doktorka Elizabeth Shawová, archeoložka bývalé lodi Prometheus.
- Guy Pearce - Mladý Peter Weyland z úvodu filmu.